# Roc Nation
Roc Nation – розважальна агенція, заснована американським репером Jay-Z у 2008 році. Штаб -квартира компанії знаходиться на Манхеттені, Нью-Йорк, а також має додаткові офіси в Лос-Анджелесі та Лондоні. Roc Nation включає комплексне агентство талантів, спортивне агентство, звукозаписний лейбл, агентство менеджменту, телевізійні та кінокомпанії, лінію модного одягу, а також освітні та благодійні заходи.

## Історія
У 2008 році Jay-Z заснував Roc Nation з наміром підписувати контракти з поп- і реп-виконавцями та замінити його попередній лейбл Roc-A-Fella Records.
У лютому 2009 року Roc Nation підписали контракт зі своїм першим артистом, репером J. Cole.
У квітні 2013 року Roc Nation, союзник і близький член сім’ї свого засновника Jay-Z, AG Fahrenheit, допоміг Roc Nation у формуванні нового підрозділу спортивного менеджменту Roc Nation Sports, дочірньої компанії, яка займається спортивним представництвом для професійних спортсменів. Невдовзі після цього Roc Nation Sports також запустила відділ просування боксу. Після закінчення угоди із Sony Music у квітні 2013 року Roc Nation підписала багаторічну співпрацю з Universal Music, залишаючи за собою право випускати нові альбоми Jay-Z та всіх учасників Roc Nation.
У лютому 2015 року Roc Nation і Three Six Zero Group оголосили про створення Three Six Zero Entertainment, відділу управління інтересами клієнтів у кіно, телебаченні та літературному мистецтві.
У 2016 році Roc Nation ненадовго підтримала службу Arliss Network, яка робить майже те саме, і пізніше випустила додаток www.arlissnetwork.net.
У липні 2017 року Roc Nation співпрацював з арт-колективом MSFTSrep.
У серпні 2019 року Roc Nation оголосила про довгострокове партнерство з Національною футбольною лігою. Компанія буде стратегом розваг з живою музикою для ліги та зосереджуватиметься на покращенні досвіду живих ігор ліги, а також посилюватиме зусилля щодо соціальної справедливості через ініціативу Inspire Change.
У 2020 році Roc Nation співпрацює з університетом Лонг-Айленда в Брукліні, щоб розпочати програму під назвою Roc Nation School For Music, Sports & Entertainment.
У 2021 році Roc Nation об’єдналися з American Greetings для створення власних вітальних листівок. Roc Nation також оголосив про плани запустити новий бренд і мультимедійну платформу під назвою EDITION у партнерстві з Modern Luxury Media.

## Інвестиції
Roc Nation також керує відділом венчурного капіталу під назвою Arrive, який очолює Ніл Сірні, співзасновник і президент групи. Станом на травень 2021 року компанія, як повідомляється, зробила 29 інвестицій у фінтех, страхові технології, освіту, здоров’я та оздоровлення, соціальну сферу та ігри.

## Дистрибуція
У 2018 році Roc Nation запустив незалежний лейбл під назвою Equity Distribution. Першим виконавцем, який випустив проект під незалежним лейблом, був наставник Jay-Z, Jaz-O. У 2019 році Equity також придбала права на дебютний альбом Jay-Z Reasonable Doubt 1996 року для випуску на цифрових і потокових платформах.

## Артисти
- Ambré
- Belly[13]
- Bobby Fishscale
- Buju Banton
- Casanova[14]
- Claye
- Dorothy[15]
- Gucci Mane
- Harloe
- Harry Hudson[16]
- HDBeenDope[17]
- Infinity Song
- J. Cole[18]
- Jaden[19]
- Jay Electronica[20]
- Jay-Z[21]
- Джесс Глінн
- Johnny Cocoa
- Kalan.FrFr
- Maeta
- Mozart La Para[22]
- Nicole Bus[23]
- Rapsody[24]
- Reuben Vincent[25]
- Rihanna[26]
- Snoh Aalegra[27]
- Tainy
- The Anxiety
- The Lox[28]
- Vic Mensa[29]
- Victoria La Mala
- Victory
- Віллоу[30]
- Kay Young[31]

### Менеджмент
- After the Burial
- Аліша Кіз
- Animals as Leaders
- A.G. Fahrenheit
- Basement
- Benny The Butcher
- Big Sean
- Bobby Shmurda
- Bohnes
- Chon
- Крістіна Агілера[32]
- Clarissa Molina
- Клаудія Лейтте[33]
- DJ Camilo
- DJ Khaled[34]
- Fabolous[35]
- Fat Joe[36]
- Fred Ball[37]
- Hit-Boy
- Jadakiss[38]
- Джесс Глінн
- Jim Jones[39]
- Jozzy
- Kaash Paige
- Kamaiyah
- Келлі Роуленд
- Key Wane[40]
- Lil Uzi Vert
- LBTH— Rnyce
- Lola Ponce
- Mack Wilds[41]
- Maxo Kream[42]
- Megan Thee Stallion[43]
- Miguel
- Moneybagg Yo
- Mustard[44]
- Normani
- Nnena
- Rapman[45]
- Rihanna[26]
- Rival Sons
- Robin Thicke
- Spiritbox
- Stargate
- Statik Selektah[46]
- The Lox[28]
- The-Dream[47]
- Tinashe[48]
- Touché Amoré
- We Came as Romans
- Westside Gunn[49]
- Yo Gotti[50]

### Колишні артисти
- Alexa Goddard
- Алексіс Джордан[51]
- Bridget Kelly
- Ceraadi[52]
- Демі Ловато[46]
- Freeway[53]
- G Perico
- Gabi DeMartino[54]
- Grimes[55]
- Haim
- Inna
- Джаррен Бентон[56]
- Jay Park[57]
- K Koke
- Каньє Вест
- Kyle Watson
- Кайлі Міноуг
- M.I.A.[38]
- Meek Mill
- Мерая Кері[58]
- Mayaeni[59]
- Nasty C
- Нік Джонас
- Q Da Fool[60]
- Ріта Ора
- Romans[61]
- Romeo Santos[62]
- Шакіра[63]
- Sugababes
- T.I.
- Tiwa Savage[64]
- Wale
- Yellow Claw[65]

## Зовнішні посилання
- Офіційний сайт